# Liste der Außenminister von Algerien
Der Außenminister der Demokratischen Volksrepublik Algerien ist ein für die Außenbeziehungen des Landes zuständiger Minister des Außenministeriums von Algerien.
Das Folgende ist eine Liste von algerischen Außenministern seit der Gründung der provisorischen Regierung der Algerischen Republik im Jahr 1958:
| Nr.  | Name (Lebensdaten)                           | Porträt | Amtszeit  |
| ---- | -------------------------------------------- | ------- | --------- |
| 1    | Mohamed Lamine Debaghine (1917–2003) Im Exil |         | 1958–1960 |
| 2    | Krim Belkassem (1922–1970) Im Exil           |         | 1960–1961 |
| 3    | Saad Dahlab (1919–2000) Im Exil              |         | 1961–1962 |
| 4    | Mohamed Khemisti (1930–1963)                 |         | 1962–1963 |
| 5    | Abd al-Aziz Bouteflika (1937–2021)           |         | 1963–1979 |
| 6    | Mohamed Seddik Benyahia (1932–1982)          |         | 1979–1982 |
| 7    | Ahmed Taleb Ibrahimi (* 1932)                |         | 1982–1988 |
| 8    | Boualem Bessaïh (1930–2016)                  |         | 1988–1989 |
| 9    | Sid Ahmed Ghozali (* 1937)                   |         | 1989–1991 |
| 10   | Lakhdar Brahimi (* 1934)                     |         | 1991–1993 |
| 11   | Redha Malek (1931–2017)                      |         | 1993      |
| 12   | Mohamed Salah Dembri (1938–2020)             |         | 1993–1996 |
| 13   | Ahmed Attaf (* 1953)                         |         | 1996–1999 |
| 14   | Youcef Yousfi (* 1941)                       |         | 1999–2000 |
| 15   | Abdelaziz Belkhadem (* 1945)                 |         | 2000–2005 |
| 16   | Mohammed Bedjaoui(* 1929)                    |         | 2005–2007 |
| 17   | Mourad Medelci (1943–2019)                   |         | 2007–2013 |
| 18   | Ramtane Lamamra (* 1952)                     |         | 2013–2017 |
| 19   | Abdelkader Messahel (* 1949)                 |         | 2017–2019 |
| (18) | Ramtane Lamamra (* 1952)                     |         | 2019      |
| 20   | Sabri Boukadoum (* 1958)                     |         | 2019–2021 |
| (18) | Ramtane Lamamra (* 1952)                     |         | 2021–2023 |
| (13) | Ahmed Attaf (* 1953)                         |         | 2023–     |